# Territory (canção)
"Territory" é o quinto single oficial do Sepultura, e o segundo dos tres a ser retirado do álbum Chaos A.D., lançado em 1993. Como a maioria dos singles da banda, a música é uma das canções mais conhecidas da banda e continua como um staple dos concertos até hoje.

## Lançamento
"Territory" teve relativamente poças variações quando foi lançado em comparado outros singles do álbum. O CD chegou em uma caixa de joias fina padrão, do que o normalmente digipak, e apenas uma versão foi lançadas. O single foi também laçado como um vinil de 12", com apenas a música "Polícia" no lado B.

## Videoclipe
Um videoclipe foi filmando para o single que incluir a banda tocando e andador arrendo em um deserto, frequentemente coberto de lama do Mar Morto, sendo intercalado com filmagens de slums e favelas e filmagens de Israel e o território palestino: soldados armando de Israel e policial, grafite pró-palestino, Beduínos, Haredim beijado as pedras da Muro das Lamentações, paginas do Qur'an e a Bíblia hebraica e cerimônias cristãs na Cidade Velha de Jerusalém. O clipe acaba com um clipe de jornal sobre a assinatura do Acordos de paz de Oslo e um soldado andado.
O clipe, dirigindo por Paul Rachman, foi laçado para os canais de televisão em outubro de 1993. Ganhou o premio Escolha do Público Internacional (Brasil) na MTV Video Music Awards de 1994. Em 1995 foi laçado no VHS Third World Chaos, que foi relançado em DVD em 2002 como parte do DVD Chaos.